# Bibel-und-Orient-Museum

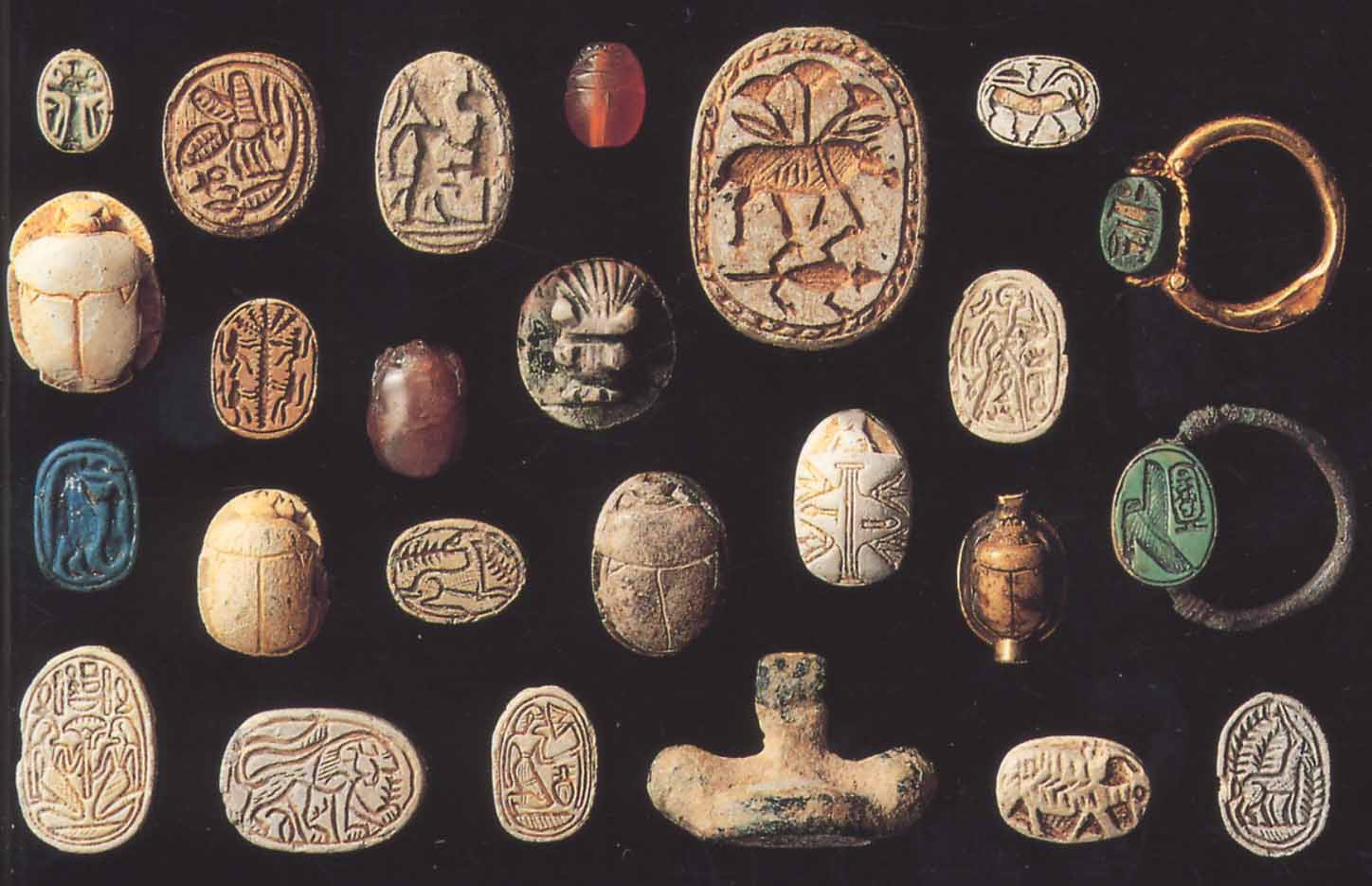
Bildtafel mit Miniaturkunst aus dem Alten Orient, ausgestellt im Bibel-und-Orient-Museum

Das Bibel-und-Orient-Museum (eigene Schreibweise: BIBEL+ORIENT Museum) in Freiburg (Schweiz) ist die Ausstellung einer Sammlung altägyptischer und altorientalischer Miniaturkunst und ein Projekt zur Errichtung eines modernen Museums zum Vergleich biblischer und ausserbiblischer Texte mit archäologischen, epigraphischen und ikonografischen Daten. Durch diese Gegenüberstellung sollen Einsichten zur Förderung des interreligiösen Dialogs erschlossen werden.

## Trägerschaft
Der Kanton Freiburg, die Universität Freiburg und der Förderverein «Projekt BIBEL+ORIENT» gründen 2005 die Stiftung BIBEL+ORIENT zum Zweck der Aufwertung und Entwicklung der Sammlung, mit dem Ziel ihrer wirksamen Veröffentlichung und der zukünftigen Errichtung und des Betriebes eines Bibel-und-Orient-Museums.

## Entstehung und Zweck
Schon als Student sammelte der Bibel- und Religionswissenschaftler und Ägyptologe Othmar Keel auf seinen Reisen im vorderasiatischen und altorientalischen Raum Miniaturbildträger wie Rollsiegel, Skarabäen und Amulette. Diese „Miniaturkunst“, die sich leicht über grosse Strecken transportieren liess, verbreitete vor fünf- bis dreitausend Jahren quasi als visuelles Massenkommunikationsmittel wichtige Motive und Symbole. Sie vergegenwärtigte damals wichtige Schutz- und Machtsymbole und offenbart heute die enge Verbundenheit der Bibel mit ihrer altorientalischen Umwelt. Keel stellte fest, dass ohne Kenntnis dieser Symbole viele biblische Vergleiche, Symbole und Visionen nicht sachgerecht zu verstehen sind und verdeutlichte damit ganz generell die Bedeutung der altorientalischen Kulturgeschichte für die Bibelwissenschaft.
Indem die biblischen Texte in ihrem geschichtlichen Kontext gedeutet werden, wird ein fundamentalistisch-biblizistisches Verständnis vermieden. Darüber hinaus zeigt dieses Vorgehen Zusammenhänge zwischen Islam und Judentum, zwischen Christentum und Judentum, zwischen Judentum und altorientalischem Heidentum auf und relativiert so den Absolutheitsanspruch der monotheistischen Religionen.
In der Folge sammelten Keel und seine Kollegen zur Ergänzung der Kollektion erfolgreich weitere dieser wertvollen Objekte. Mittelfristiges Ziel ist es, ein entsprechendes Museum zu errichten, mit dem neue Wege der Wissensvermittlung angestrebt werden.

### Heutiger Bestand der Sammlung

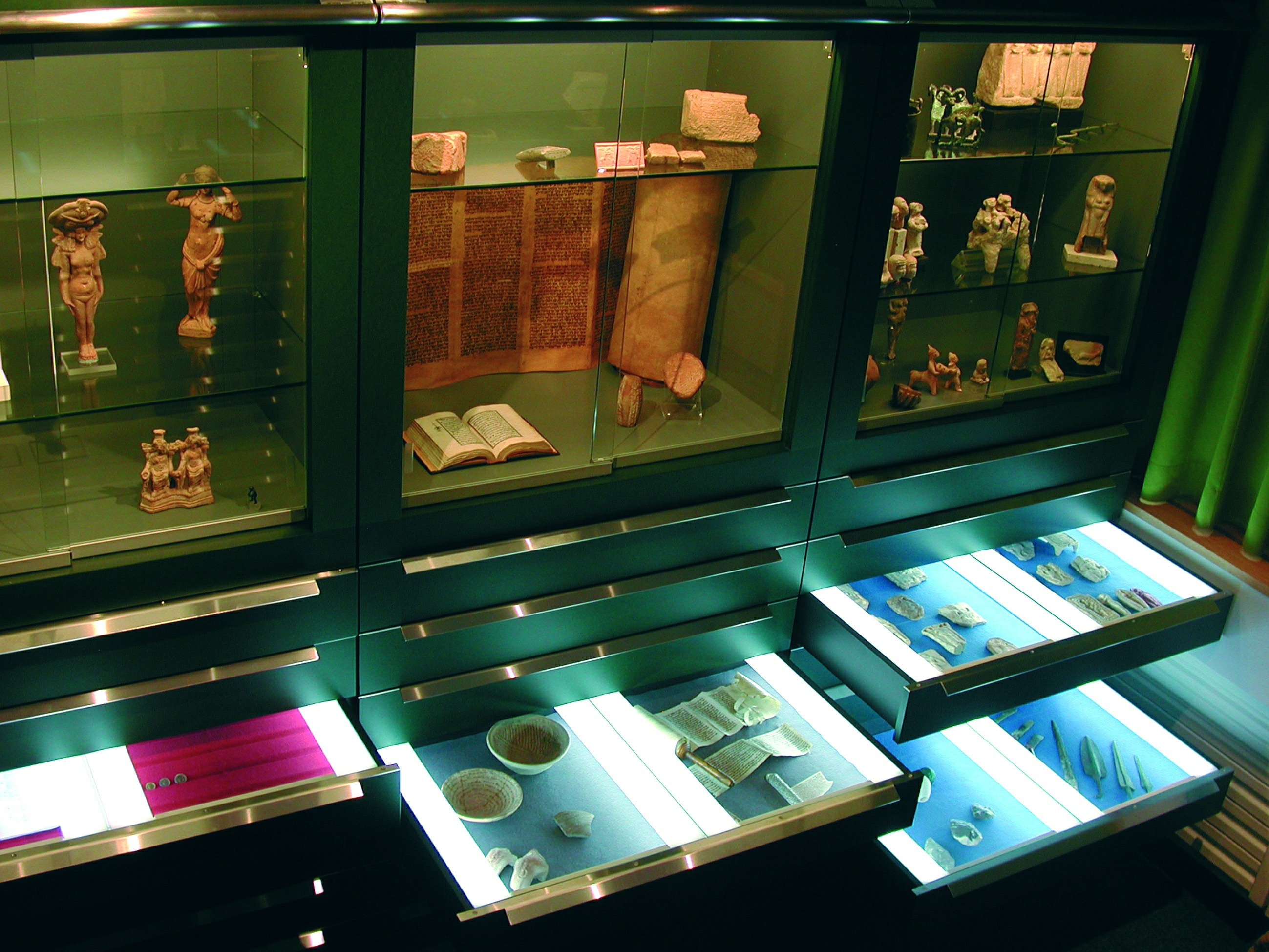
Ausstellungskabinett BIBEL+ORIENT Museum

Seit 1975 sind durch namhafte Schenkungen und Zukäufe über 15.000 einzigartige Exponate aus dem Alten Vorderen Orient zusammengekommen. Viele davon werden in einer Dauerausstellung mit 57 ausziehbaren, beleuchteten Schubladen und 6 Vitrinen ausgestellt, die einen bedeutungsvollen Einblick in die Welt des Alten Orients vermittelt, aus dem die Bibel hervorgegangen ist.
Darunter sind frühpaläolithische Faustkeile aus Syrien; vorderasiatische, besonders akkadische, altbabylonische, altsyrische, mitannische und neuassyrische Rollsiegel; vorderasiatische, prähistorische und eisenzeitliche Stempelsiegel; vorderasiatische Terrakotten, Idole, Amulette u. ä.; Keilschrifttafeln, altakkadisch bis persisch, teils mit Siegelabrollungen; palästinische Gefässe, unter anderem aus den Grabungen auf dem Tel Kinneret (Israel); Skarabäen und ähnliche ägyptische und ägyptisierende Siegelamulette (weltweit drittgrösste Sammlung dieser Art); ungravierte Skarabäen und Skarabäus-Amulette; ägyptische Amulette und Bronzen; ägyptische Amulettformen; altägyptische Stelen, Bronzen und Reliefs; Tontafeln; Werkzeuge; Waffen; Keramik; Manuskripte biblischer Schriften; Tora- und Esther-Rollen; samaritanischer Pentateuch; Koranausgaben; Münzen; Lampen; palästinische Ethnologica.

### Sonderausstellungen
Mit Teilen der Sammlung und deren Interpretationen wurden in den vergangenen Jahren mit beachtlichem Erfolg in der Schweiz und Deutschland folgende Sonderausstellungen konzipiert und realisiert: «Tiere in der Bibel», «Werbung für die Götter», «Salomons Tempel», «Gott weiblich», «Vertikale Ökumene».

## Museums-Projekt

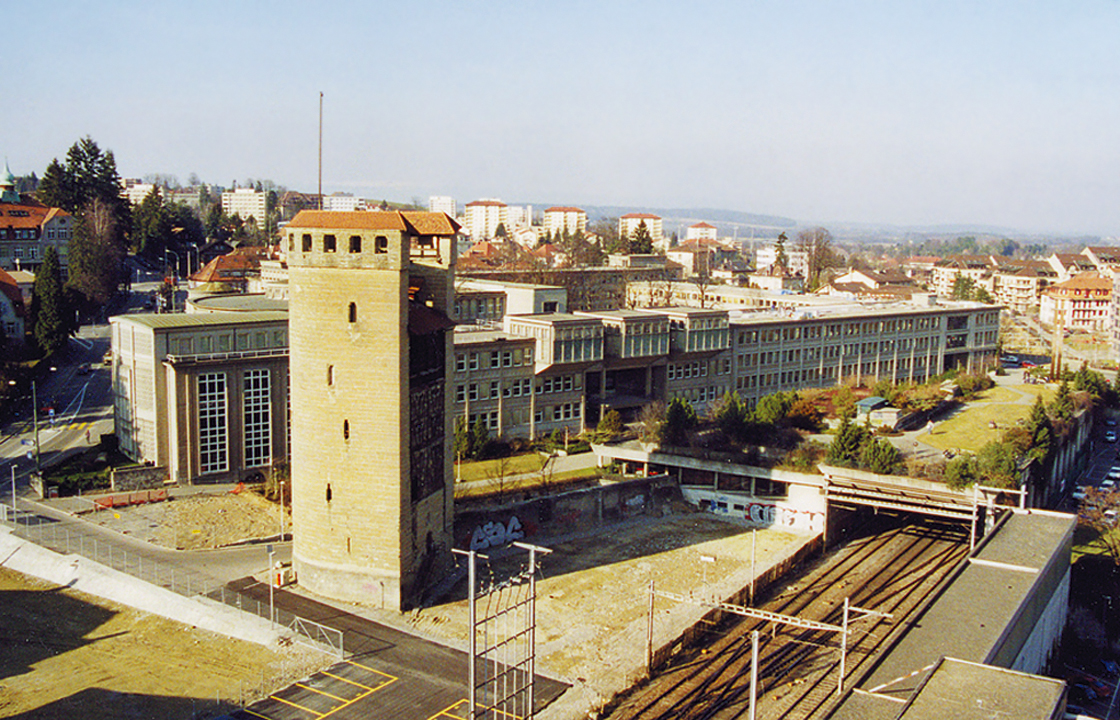
Heinrichsturm in Freiburg i.Ü.

Zwischen dem Bahnhof der Stadt Freiburg und der Universität erhebt sich ein im Jahr 1415 fertiggestellter, 33 Meter hoher Wehrturm, der seit Jahrzehnten unbenutzt ist. 1998 kaufte der Kanton Freiburg das Gelände und den sogenannten „Heinrichsturm“. Im Hinblick auf eine Einrichtung des Museums im Turm und auf der benachbarten Parzelle wurde eine Machbarkeitsstudie erstellt.

## Publikationen
- Bibel+Orient im Original: Einführung in die Entstehung der Sammlungen der Universität Freiburg, ISBN 978-3-7278-1568-3
- Susanne Bickel: In ägyptischer Gesellschaft: Aegyptiaca der Sammlungen Bibel+Orient der Universität Freiburg Schweiz, Freiburg/Schweiz, 2004, ISBN 3-7278-1429-2